# Nihonia maxima
Nihonia maxima é uma espécie de gastrópode do gênero Nihonia, pertencente a família Cochlespiridae.